# کن کیرزینگر
کن کیرزینگر (انگلیسی: Ken Kirzinger؛ زادهٔ ۴ نوامبر ۱۹۵۹) هنرپیشه و بدل‌کار اهل کانادا است.
از فیلم‌ها یا برنامه‌های تلویزیونی که وی در آن نقش داشته‌است می‌توان به ایس ونچورا: هنگامی که طبیعت فرا می‌خواند، فردی علیه جیسون، پیچ اشتباه ۲: بن‌بست، سیزده روح، چشم بیوه و لذت سواری ۳ اشاره کرد.